# 1279
1279 (MCCLXXIX) var ett normalår som började en lördag i den julianska kalendern.

## Händelser

### Mars
- 19 mars – Den kinesiske generalen Zhang Hongfan utplånar Songdynastins flotta vilket blir början för den mongoliska Yuandynastin.

### Okänt datum
- Valdemar Birgersson förlorar sina förläningar i Sverige efter att han förlorat upproret mot Magnus Ladulås.
- Den danska kungadottern Jutta, som bland annat varit älskarinna åt Valdemar, bannlyses av påven för sina många kärleksaffärer.
- Den franske klerken Bertrandus Amalrici påbörjar sin sverigeresa. Hans uppdrag är att samla in korstågstionden. I Skara hamnar han mitt i ett upplopp.
- Petrus de Dacia blir lektor vid dominikanerklostret i Visby.
- Leszek II blir hertig av Kraków.

## Födda
- Margareta av Frankrike, drottning av England 1299–1307 (gift med Edvard I) (född omkring detta år eller 1282)

## Avlidna
- Alfons III av Portugal, kung av Portugal.
- Johanna I av Ponthieu, drottning av Kastilien.